# Mohove, Korop
Mohove (în ucraineană Мохове) este un sat în comuna Șabalîniv din raionul Korop, regiunea Cernihiv, Ucraina.

## Demografie
Componența lingvistică a localității Mohove
     Ucraineană (100%)
Conform recensământului din 2001, toată populația localității Mohove era vorbitoare de ucraineană (100%).